# 特伦布尔
特伦布尔（Dharampur）是印度古吉拉特邦沃尔萨德县的一个城镇。总人口19932（2001年）。

## 人口
该地2001年总人口19932人，其中男性10324人，女性9608人；0—6岁人口2356人，其中男1223人，女1133人；识字率66.98%，其中男性为73.09%，女性为60.41%。